# Опера нищего
«Опера нищего», также «Опера нищих» (англ. The Beggar's Opera) — балладная опера в трёх действиях, написанная в 1727 году Джоном Геем на музыку И. К. Пепуша.

## История
«Опера нищего» — первый образец жанра балладной оперы, который в Англии и США пользовался популярностью на протяжении двух столетий. Создатели его в качестве своей художественной платформы провозглашали господство народных и бытовых мелодий, и, поскольку это был жанр пародийный, в качестве музыки для арий, помимо английских, шотландских и ирландских народных баллад, могли использоваться оперные арии и церковные гимны.
30 августа 1716 года Джонатан Свифт написал письмо Александру Поупу, в котором высказал идею написать ньюгейтскую пастораль, действие которой происходит среди проституток и воров. Идеей воспользовался Джон Гей. «Опера нищего» стала одновременно сатирой на всю политическую систему Англии начала XVIII века: «Высшие и низшие круги, — писал Гей, — так похожи в моей пьесе, что трудно решить, подражают ли знатные джентльмены джентльменам с большой дороги, или джентльмены с большой дороги подражают знатным господам». Одновременно «Опера нищего» была пародией на модную в то время в Лондоне итальянскую оперу, присущие ей штампы и бессодержательность либретто. Неслучайно газета «Нью-Йорк Таймс» писала следующее: «Гей написал скорее анти-оперу, чем оперу».
Либретто оперы написал Дж. Гей. И. К. Пепуш, немецкий музыкант, обосновавшийся в Англии, считается одним из авторов 69 песен, звучавших в спектакле. По традиции ему приписывается аранжировка и всех остальных песен, основанных на народных мелодиях — английских, ирландских, шотландских и французских, а также на сочинениях Г. Пёрселла, Г. Ф. Генделя, Дж. Бонончини и других оперных композиторов.
Премьера «Оперы нищего» состоялась в театре Линкольнс-Инн-Филдс 29 января 1728 года. Опера выдержала 62 представления — и к тому времени это был самый длинный цикл представлений в истории английского театра. Пьеса пользовалась такой популярностью, что в 1730 году была напечатана колода игральных карт, посвящённая этому произведению.
«Опера нищего» стала самым большим успехом Гея, с этого времени она почти не теряла популярности. В 1920 году опера была возрождена Музыкальным театром Хаммерсмит и выдержала 1463 представления. Это был один из самых длинных циклов представлений в истории музыкального театра того времени. Новую редакцию музыки «Оперы нищего» сделал Бенджамин Бриттен; впервые она была представлена в Кембридже 24 мая 1948 года, в феврале 1964 года «Оперу нищего» в редакции Бриттена поставила берлинская «Комише опер».

## Действующие лица
- Мужчины: Пичем, Локит, Мэкхит, Филч.
- Шайка Мэкхита: Джемми Дергунчик, Джек Кривопалый, Уот Зануда, Робин Хапуга, Нед Карманник, Гарри Кусочник, Мэт Кистень, Бен Пройдоха.
- Женщины: Миссис Пичем, Полли Пичем, Люси Локит, Диана Хапп, Миссис Сплетни.
- Проститутки: Долли Дай, Миссис Аспид, Бетти Стибри, Дженни Козни, Миссис Скот, Сьюки Сопли, Молли Нагли.
- Нищий
- Актёр
- Буфетчик
- Тюремщик
- Стража
- Свита
- Слуга
- Констебли
- Арфист
- Толпа

## Сюжет
В начале оперы Нищий представляет своё сочинение Актёру. Действие происходит в Лондоне, в среде уголовников, мошенников и скупщиков краденого. Капитан Мэкхит, проходимец с джентльменскими манерами и сердцеед, обольщает Полли Пичем; её отец — торговец краденым и одновременно агент полиции — противится замужеству Полли, и она заключает с Мэкхитом тайный брак. Пичем выдаёт зятя полиции, которая, в свою очередь, не брезгует и услугами женщин лёгкого поведения: Мэкхит проводит время в обществе проституток и не замечает, как они завладевают его пистолетами, тем самым лишая клиента возможности оказать сопротивление полицейским. Его арестовывают и сажают в Ньюгейтскую тюрьму. Но Мэкхит состоит в связи с дочерью тюремщика — Люси, которая и помогает ему бежать.
Полиции, однако, удаётся с помощью Пичема вновь арестовать Мэкхита и отправить его за решётку. И Пичем, и тюремщик настаивают на казни капитана, Полли и Люси, забыв взаимную ревность, умоляют отцов пощадить их возлюбленного. Действие прерывает интермедия: Актёр убеждает Нищего пойти навстречу вкусам публики и заменить трагическую развязку счастливым концом. Нищий соглашается, не без иронии, и во время приготовления к казни, в последнюю минуту приходит помилование.

## Влияние
На сюжете «Оперы нищего» Гея основан сюжет созданной в 1928 году «Трёхгрошовой оперы» Бертольта Брехта. В свою очередь, обе пьесы стали основой для бразильской «Плутовской оперы» (Ópera do Malandro), написанной Шику Буарке в 1978 году, в которой действие разворачивается в начале 1940-х годов в Рио-де-Жанейро (пьеса была экранизирована).

## Адаптации
- В 1953 году британский режиссёр Питер Брук поставил по пьесе художественный фильм-мюзикл с Лоренсом Оливье в главной роли; фильм стал режиссёрским дебютом Брука в кино.
- В 1983 году Джонатан Миллер снял новую экранизацию пьесы для канала BBC, с Роджером Долтри в главной роли.
- Чешский кинорежиссёр Иржи Менцель поставил фильм-спектакль по пьесе в 1991 году.

## Появления
- Исполнение «Оперы нищего» показано в игре Assasin’s Creed III, когда герой проникает в здание театра Ковент-Гарден.